# Guerra Grande
Guerra Grande ou Guerra Civil do Uruguai é a denominação dada ao enfrentamento ocorrido no Uruguai entre 1839 e 1851, entre os partidos blanco  e colorado. Tais facções eram apoiadas por cada um dos principais partidos da Confederação Argentina, os federalistas e os unitários: os federalistas uniram-se aos blancos contra os unitaristas, unidos aos colorados, além da intervenção temporária da França, do Império Britânico e do Império do Brasil, pendendo aos colorados.

## Antecedentes
Com o fim da Guerra da Cisplatina (1825-1828), o Império do Brasil e as Províncias Unidas do Rio da Prata assinaram em 27 de agosto de 1828 um tratado de paz onde ambos os países acordaram que a antiga província brasileira estaria definitivamente independente e que se necessário fosse, combateriam para que assim permanecesse. A Cisplatina passou a chamar-se oficialmente República Oriental do Uruguai após da promulgação da sua constituição, em 1830. Em seguida, foi eleito o seu primeiro presidente:  Fructuoso Rivera. Rivera possuía um rival chamado Juan Antonio Lavalleja, conhecido por haver declarado a independência da província Cisplatina com o apoio dos chamados "Trinta e Três Orientais". Da rivalidade entre os dois caudilhos, surgiram dois partidos no Uruguai: o Blanco, agrupando os correligionários de Lavalleja, e o Colorado, os partidários de Rivera.
A tensão entre o presidente uruguaio Rivera e seu rival Lavalleja atingiu o ápice quando o último se rebelou na tentativa de tomar o poder à força do rival. O revoltoso descobriu que o ditador do país vizinho, Rosas, estaria interessado não apenas em ajudá-lo financeiramente, mas também militarmente. Pouco depois Lavalleja descobriu um novo aliado, desta vez em território brasileiro: o coronel Bento Gonçalves. O militar brasileiro iniciou a ajuda militar ao caudilho oriental a partir de 1832. O encarregado de negócios do Império do Brasil em Montevidéu, Manuel de Almeida Vasconcelos, recebeu, em setembro de 1832, a denúncia de que Bento Gonçalves estava a auxiliar Lavalleja. Em seguida Vasconcelos alertou o governo brasileiro de que o caudilho uruguaio se dirigia costumeiramente até à fronteira entre o Brasil e Uruguai para receber munições, homens, armas e víveres da parte de Bento Gonçalves. Vasconcelos ouviu diretamente do presidente Rivera que Bento Gonçalves continuava a enviar tropas para invadir o território uruguaio, onde saqueavam e assassinavam habitantes indefesos e que o militar brasileiro havia logrado convencer alguns de seus oficiais e soldados a se rebelarem para integrar a província brasileira do Rio Grande do Sul à Argentina.

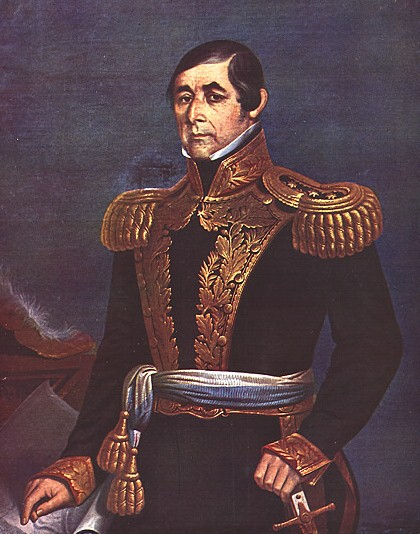
Fructuoso Rivera, líder do Partido Colorado no Uruguai.

O governo brasileiro tentou impedir as ações de Bento Gonçalves no Uruguai, mas sem sucesso, uma vez que se encontrava incapaz de se impor, uma vez que que naquele momento o Brasil estava passando por diversas rebeliões e que o exército imperial estava espalhado pelo território do país combatendo as revoltas. O caudilho brasileiro recebia ordens expressas para não se envolver no conflito uruguaio, no entanto, preferia ignorar e realizar o contrário. Em 1834, foi à vez de Bento Gonçalves invadir pessoalmente o Uruguai em companhia de Lavalleja, com uma tropa de 111 homens, todos brasileiros, com a exceção de 50 uruguaios. Graças à insubordinação e traição de Bento Gonçalves, o Brasil viu-se arrastado para os conflitos da região.
No ano de 1835, Rivera cumpriu o seu mandato presidencial e Manuel Oribe foi eleito para sucedê-lo. No início, o novo presidente se opunha aos atos de Bento Gonçalves e Lavalleja, mas três anos depois viria a se aliar aos revoltosos. Em novembro do mesmo ano, mais uma vez o ministro dos negócios estrangeiros enviou ao governo brasileiro um ofício informando que havia rumores de um acordo entre Lavalleja, Rosas e Bento Gonçalves para que este último declarasse a independência do Rio Grande do Sul, se tornasse ditador e em seguida integrasse a província brasileira à Confederação Argentina. Logo depois, Vasconcelos encontrou-se pessoalmente com o presidente uruguaio Oribe e avisou-o dos planos de Bento Gonçalves com os outros dois caudilhos. Oribe declarou ao brasileiro que já sabia em parte da situação e garantiu a Vasconcelos que de fato Rosas estava apoiando Bento Gonçalves. Para o enviado brasileiro, a confirmação de que um chefe de Estado estrangeiro estaria financiando e apoiando o desmembramento de uma nação estrangeira fora uma grande e terrível surpresa. Em 1835, Bento Gonçalves, com o apoio direto de Rosas e Lavalleja, finalmente iniciou a rebelião no Rio Grande do Sul que viria a ser chamada de "Farroupilha", extirpando a província, à força, do restante do Brasil. Em 1836 nascia um conflito no em Durazno, a Batalha de Carpintería onde os blancos triunfam sobre os colorados.
Piorando ainda mais a situação do império, Oribe desistiu de sua aliança com o ex-presidente Rivera e aliou-se a Rosas, Lavalleja e Bento Gonçalves. Em seguida, Rivera iniciou uma revolta, mas acabou sendo derrotado militarmente e partiu para o Rio Grande do Sul, onde se aliou aos farrapos, até então aliados de Rosas, e ao brigadeiro Bento Manuel, que prendeu o presidente da província gaúcha e se uniu aos rebelados. Em seguida, Rivera e os farrapos invadiram o Uruguai e conquistaram completamente o país, com a exceção da capital, Montevidéu. Derrotado, Oribe partiu para a Argentina após renunciar à sua posição como presidente uruguaio e Rosas ordenou a invasão do Uruguai, que possuía apenas 75 mil habitantes, sendo um terço descendente de portugueses.

## Eventos
De 1838 a 1842, os confrontos ocorrem em território argentino. Lá se enfrentaram as correntes locais de federales, de Juan Manuel Rosas e unitários de Juan Lavalle. Rosas deu a Oribe um exército federal para retomar o poder no Uruguai.
Rivera havia assumido o poder em Montevidéu em outubro de  1838 após derrotar o general Manuel Oribe, um blanco pró-Rosas. Os unitários de Lavalle deram apoio ao colorado Rivera. Muitos unitários estavam exilados em nações vizinhas, inclusive no Uruguai, fugindo de Rosas.
Em dezembro de 1842, os blancos, de Manuel Oribe travaram a Batalha de Arroyo Grande com os colorados de Fructuoso Rivera. Rivera esperava contar com um auxílio de 200 homens a cavalo mais 400 de infantaria acordado com Bento Gonçalves, presidente da separatista República Rio-Grandense, que não se concretizou por Pedro Ferré, governador da província argentina de Corrientes, não permitir a passagem do exército. Além disto, o General José Maria Paz, ex-governador de Córdoba, que havia lutado contra as forças de Rosas, prometeu mandar-lhe reforços e não o fez. Oribe, com as forças rosistas derrotou inapelavelmente seus rivais.
Após 1842, o confronto passou ao território uruguaio. Oribe, vitorioso em Arroyo Grande, iniciou um cerco a Montevidéu que foi notícia em todo o mundo . Tal cerco durou nove anos e Montevidéu foi descrito por Alexandre Dumas como a nova Troia.
Essa foi a etapa na que conviveram no Uruguai dois governos: o de Montevidéu chamado de Gobierno de defensa sob o comando de Fructuoso Rivera, e o de Manuel de Oribe que organizou seu governo ( conhecido como Gobierno de Cerrito) nas imediações da cidade da época em três acampamentos: o acampamento do Cerrito de la Vitoria, onde se organizava a milícia, o do Barrio Unión onde se manejava a política, e o do Puerto del Buceo onde se dirigia a economia e onde se decidia por onde se exportariam os couros. A esta altura, vendo-se enfraquecer, Fructuoso Rivera deixa de apoiar a República Rio-Grandense na sua guerra contra o Império do Brasil, para conseguir o apoio militar deste último.

Bandeira calabresa dos legionários italianos de Giuseppe Garibaldi, antes usada contra Napoleão Bonaparte

A defesa da cidade era feita por um contingente de 5 000 ex-escravos, libertos para este fim, além da comunidade de estrangeiros exilados.  O Império Britânico auxiliou fornecendo suprimentos. Giuseppe Garibaldi que viera do Brasil onde lutara pelos farroupilhas na Guerra dos Farrapos, foi nomeado comandante da força naval em 1842. Em 1843, organizou os legionários italianos conhecidos como camisas vermelhas que, com os legionários franceses comandados pelo coronel Jean Thiebaut uniram-se aos colorados na defesa da cidade. Garibaldi era hábil em técnicas de guerrilha e desposava causas libertárias, sendo conhecidas suas posições contrárias ao Império do Brasil e à Confederação Argentina. Em 1846/47, Garibaldi obteve as celebradas vitórias na batalha de Cerro e na batalha de San Antonio, sendo aclamado herói.
O governo da França também mantinha disputas com as autoridades argentinas em Buenos Aires. Entre 1845 e 1850, tanto as tropas britânicas como francesas intervieram, transformando o conflito em uma guerra internacional. Entre 1838 e 1840, a esquadra naval francesa manteve um bloqueio ao porto de Buenos Aires, por discordâncias políticas. Era conhecida a posição inglesa contrária à anexação do Uruguai pelos argentinos.
Em dezembro de 1845, esquadras britânicas e francesas forçaram a passagem de uma frota de 100 navios mercantes até o rio Paraná. Rosas tentou, em vão, impedir a passagem com  a chamada Batalha da Vuelta de Obligado. As esquadras franco-britânicas protegiam  Montevidéu por mar. A forte intervenção da França e da Inglaterra  ocorreu para garantir a livre navegação através do rio Paraná e rio Uruguai, formadores do estuário do Prata. Entretanto, em 1849, a Inglaterra e, em 1850 a França,  assinaram  tratados com Buenos Aires, permitindo a navegação no Prata, e cessaram a participação na guerra. O que representou uma vitória diplomática de Juan Manuel Rosas. Com isso Montevidéu estava a ponto de cair.
Um levante interno contra Rosas na Argentina, do governador de Entre Ríos, Justo José de Urquiza, modificou a cena. Com o auxílio de pequena força uruguaia fortaleceu Montevidéu expulsando Oribe, cujas forças não lutaram, e deixando os colorados a pleno controle da cidade e do país. O Brasil, que iniciava uma campanha contra Rosas, interveio no Uruguai em maio de 1851, auxiliando os colorados com apoio financeiro e  naval. A esquadra brasileira, comandada por Grenfell executou a passagem forçada do Forte de Tonelero permitindo o desembarque das tropas no porto de Diamante. Em 3 de fevereiro de 1852, Rosas foi derrotado na batalha de Monte Caseros por Urquiza ( que tinha em seu exército argentinos unitaristas, brasileiros e colorados uruguaios). Com a derrota, Rosas fugiu e asilou-se em um navio britânico, seguindo depois para a Inglaterra, onde morreu em 1877.

## Consequências
Foi assinada a paz em 8 de outubro de 1851, dizendo-se que "não haverá vencidos nem vencedores".
Após quase doze anos de guerra  o Uruguai estava arruinado. A população se reduzira, abandonando o país. Havia 132 000 habitantes, sendo cerca de 34 000 em Montevidéu. Acentuou-se a pobreza da população. Os analfabetos eram 80% da população. A criação de gado estava falida. O estado teve que fazer frente a grandes dívidas com o Império Francês, Império do Brasil e o Império Britânico. Havia muitas dívidas privadas com gastos de guerra.
A 12 de outubro de 1851 foram assinados os cinco tratados entre o "governo imperial brasileiro" e o da "defesa de Montevidéu":
- Tratado da Perpétua Aliança: O Uruguai estabeleceu o direito do Brasil intervir em conflitos internos do Uruguai;
- Tratado de Extradição: O Brasil poderia solicitar a extradição de escravos fugidos e internados no Uruguai, bem como de criminosos. Durante a guerra, tanto blancos como colorados haviam abolido a escravatura para integrar os ex-escravos em suas fileiras militares;
- Tratado de Comércio e navegação: Ficou permitida a navegação no rio Uruguai e seus afluentes, e isenção de taxas alfandegárias ao Brasil na exportação de charque e gado vivo;
- Tratado de Socorro: Ficou reconhecida a dívida uruguaia para com o Brasil pelo auxílio na luta contra os blancos;
- Tratado de Limites: O Uruguai renunciou as suas reivindicações territoriais ao norte do rio Quaraí (rio Cuareim), reduzindo suas fronteiras de cerca de 176 000 quilômetros, e reconhecendo ao Brasil o direito exclusivo de navegação da lagoa Mirim e do rio Jaguarão, fronteiras naturais entre os dois países.

Neste momento os uruguaios perceberam a necessidade da construção de uma identidade verdadeiramente nacional. A personificação  da alma autóctone uruguaia foi resgatada na figura de Artigas.
Em Buenos Aires, após a entrada triunfal de Urquiza, recepcionado pelos unitaristas Bartolomé Mitre e Domingo Faustino Sarmiento, houve uma repressão sangrenta aos partidários de Rosas. Rosas asilou-se em um navio de bandeira inglesa no Rio da Prata e viajou para Londres, onde passou a residir, falecendo aos 80 anos.

## Representações na cultura

### Literatura
- Alexandre Dumas: Montevideo ou une Nouvelle Troie, Paris 1850.
- Eduardo Galeano: Memoria del fuego - Tomos 1 e 2 1982 e 1986
- Ernesto Sabato: Sobre Heróis e Tumbas. 1961